# Jan (Pawlichin)
Jan, imię świeckie Aleksandr Władimirowicz Pawlichin (ur. 30 sierpnia 1974 w Moskwie) – rosyjski biskup prawosławny.

## Życiorys
Edukację na poziomie podstawowym i średnim uzyskał w Moskwie. W latach 1991–1993 uczył się w moskiewskim seminarium duchownym. Następnie w latach 1994–1998 studiował w Moskiewskiej Akademii Duchownej, uzyskując w 1998 tytuł kandydata nauk teologicznych. W czasie studiów, 31 marca 1995, złożył wieczyste śluby mnisze przed biskupem dmitrowskim Filaretem, przyjmując imię Jan na cześć św. Jana Klimaka. 18 kwietnia tego samego roku został wyświęcony na hierodiakona przez arcybiskupa wieriejskiego Eugeniusza. W latach 1998–2001 służył w różnych cerkwiach Moskwy.
W 2001 wyjechał do Równego i podjął pracę duszpasterską w miejscowym soborze Zmartwychwstania Pańskiego. 31 marca 2001 arcybiskup rówieński Bartłomiej wyświęcił go na hieromnicha. W tym samym roku otrzymał godność igumena, zaś w 2003 – archimandryty.
W 2004 na własną prośbę wszedł w skład duchowieństwa eparchii kostromskiej. Został przełożonym monasteru Ipatiewskiego w Kostromie. Kierował również cerkiewnym muzeum historycznym w Kostromie.
5 października 2011 otrzymał nominację na biskupa magadańskiego i siniegorskiego. Jego chirotonia biskupia odbyła się 12 października 2011 w soborze św. Aleksandra Newskiego w Bałtyjsku z udziałem konsekratorów: patriarchy moskiewskiego i całej Rusi Cyryla, metropolitów sarańskiego Warsonofiusza, krasnojarskiego i aczyńskiego Pantelejmona, rostowskiego i nowoczerkaskiego Merkuriusza, arcybiskupa wileńskiego i litewskiego Innocentego, biskupów bałtijskiego Serafina i sołniecznogorskiego Sergiusza.
W 2016 otrzymał godność arcybiskupią.